# Paolo Zanotto
Paolo Zanotto (Verona, 13 marzo 1953) è un avvocato e politico italiano.

## Biografia
Figlio di Giorgio Zanotto, sindaco democristiano di Verona negli anni sessanta, e presidente della Banca Popolare di Verona. Già vicepresidente dell'Unione Giuristi Cattolici Italiani, è stato commissario straordinario e presidente dell'Ente per il diritto allo Studio Universitario (ESU) dell'Università di Verona. È sposato con la docente di economia aziendale Diana Sinigalia.
Esponente della Margherita. Alle elezioni amministrative del 27-28 maggio del 2007 ha corso per la rielezione a sindaco, ma è stato battuto da Flavio Tosi, candidato del centrodestra, ottenendo il 33,9% dei consensi. In seguito confluisce nel Partito Democratico.

## Sindaco di Verona
Nonostante l'appoggio di molti politici a sostegno del candidato di centrodestra, Pierluigi Bolla, tra cui l'allora presidente del Consiglio Berlusconi, il ballottaggio vide la vittoria di Paolo Zanotto, sostenuto dal centrosinistra, che il 9 giugno 2002 venne eletto e proclamato sindaco di Verona con il 54,2% dei voti.
Zanotto invitò alcuni dei più celebri architetti per avere i loro contributi all'urbanistica cittadina, senza che i progetti venissero poi realizzati, come con l'inglese David Chipperfield per l'arsenale austriaco, con Richard Rogers per le torri del quartiere di Verona Sud e con Gabrielli per la variante per riqualificare l'entrata alla città dal casello stradale di Verona Sud.
Furono invece approvati il restauro e il rinnovo della Biblioteca civica e la chiusura al traffico del centro storico, con l'installazione di telecamere per garantire l'accesso limitato a parte delle vie in tale area.
Il piano regolatore venne approvato poco prima delle successive elezioni, che non videro riconfermato Zanotto per il secondo mandato.